# Hipposideros wollastoni
Hipposideros wollastoni (Thomas, 1913) è un pipistrello della famiglia degli Ipposideridi endemico della Nuova Guinea.

## Descrizione

### Dimensioni
Pipistrello di piccole dimensioni, con la lunghezza della testa e del corpo tra 40,8 e 45,3 mm, la lunghezza dell'avambraccio tra 40,4 e 52 mm, la lunghezza della coda tra 23,3 e 31 mm, la lunghezza del piede tra 7 e 8,1 mm, la lunghezza delle orecchie tra 14,3 e 20 mm e un peso fino a 8 g.

### Aspetto
La pelliccia è lunga e setosa. Le parti dorsali variano dal bruno-grigiastro al nerastro, mentre le parti ventrali sono bruno-grigiastre chiare. Le orecchie sono lunghe, strette e con una concavità sul bordo posteriore appena sotto l'estremità appuntita. La foglia nasale presenta una porzione anteriore larga, con due fogliette supplementari su ogni lato, una porzione posteriore alta, con il margine superiore semi-circolare e con una foglietta supplementare dietro di essa, caratteristica unica nel genere. Le membrane alari sono marroni scure. La coda è lunga e si estende leggermente oltre l'ampio uropatagio.

## Biologia

### Comportamento
Si rifugia all'interno di grotte umide o con presenza di acqua.

### Alimentazione
Si nutre di insetti.

## Distribuzione e habitat
Questa specie è conosciuta soltanto in Nuova Guinea.
Vive nelle foreste tra 30 e 1.600 metri di altitudine. Sopra i 1.400 metri è presente prevalentemente in querceti.

## Tassonomia
Sono state riconosciute 3 sottospecie:
- H.w.wollastoni: Nuova Guinea occidentale;
- H.w.fasensis (Flannery & Colgan, 1993): Nuova Guinea centro-settentrionale;
- H.w.parnabyi (Flannery & Colgan, 1993): Nuova Guinea centrale.

## Conservazione
La IUCN Red List, considerato il vasto areale e la tolleranza a diversi tipi di habitat, classifica H.wollastoni come specie a rischio minimo (Least Concern)).